# Liste der Monuments historiques in Nuaillé-sur-Boutonne
Die Liste der Monuments historiques in Nuaillé-sur-Boutonne führt die Monuments historiques in der ehemaligen französischen Gemeinde Nuaillé-sur-Boutonne auf.

## Liste der Bauwerke
| Bezeichnung                 | Beschreibung              | Standort               | Kennzeichnung | Schutzstatus | Datum | Bild           |
| --------------------------- | ------------------------- | ---------------------- | ------------- | ------------ | ----- | -------------- |
| Kirche Notre-Dame           | Erbaut im 12. Jahrhundert | (Lage)                 | PA00104834    | Classé       | 1984  | weitere Bilder |
| Priorat Notre-Dame-d’Oulmes | Erbaut im 12. Jahrhundert | Le Grand Oulmes (Lage) | PA00104835    | Classé       | 1980  | weitere Bilder |

## Liste der Objekte
| Bezeichnung      | Beschreibung            | Standort                        | Kennzeichnung | Schutzstatus | Datum | Bild |
| ---------------- | ----------------------- | ------------------------------- | ------------- | ------------ | ----- | ---- |
| Prozessionskreuz | Bronze, 18. Jahrhundert | in der Kirche Notre-Dame (Lage) | PM17001671    | Inscrit      | 1989  |      |